# 安威孫作
安威 孫作（あい まごさく）は、安土桃山時代の武士。豊臣秀吉の馬廻。

## 経歴
天正18年（1590年）1月17日興福寺の釈迦院寛尊らが年賀のために大坂に参じた際、秀吉以下の関係者らに礼物を送った。この際、取次の安威摂津守は留守だったため、子の孫作が代役を務め、銭50疋が贈られた。同年1月22日寛尊が年賀のために大坂城に参じた際は、孫作が取次役となった。
文禄元年（1592年）3月20日秀吉の朝鮮出兵に際して肥前国名護屋の御詰衆が定められると、孫作は杉原伯耆守・早川源三・石川仙・長束藤三・別所孫三郎・木下半介・徳法軒道茂・白井善五郎と共に一番手に属した。
慶長元年（1596年）4月27日秀吉が伏見屋敷に滞在する長宗我部元親の元を訪れた際は、相判衆の伊達政宗の配膳を務めた。